# Turkmenistán na Letních olympijských hrách 2012
Turkmenistán na Letních olympijských hrách 2012 v Londýně reprezentovalo 10 sportovců, z toho 7 mužů a 3 ženy. Reprezentanti nevybojovali žádnou medaili.